# Posillipo

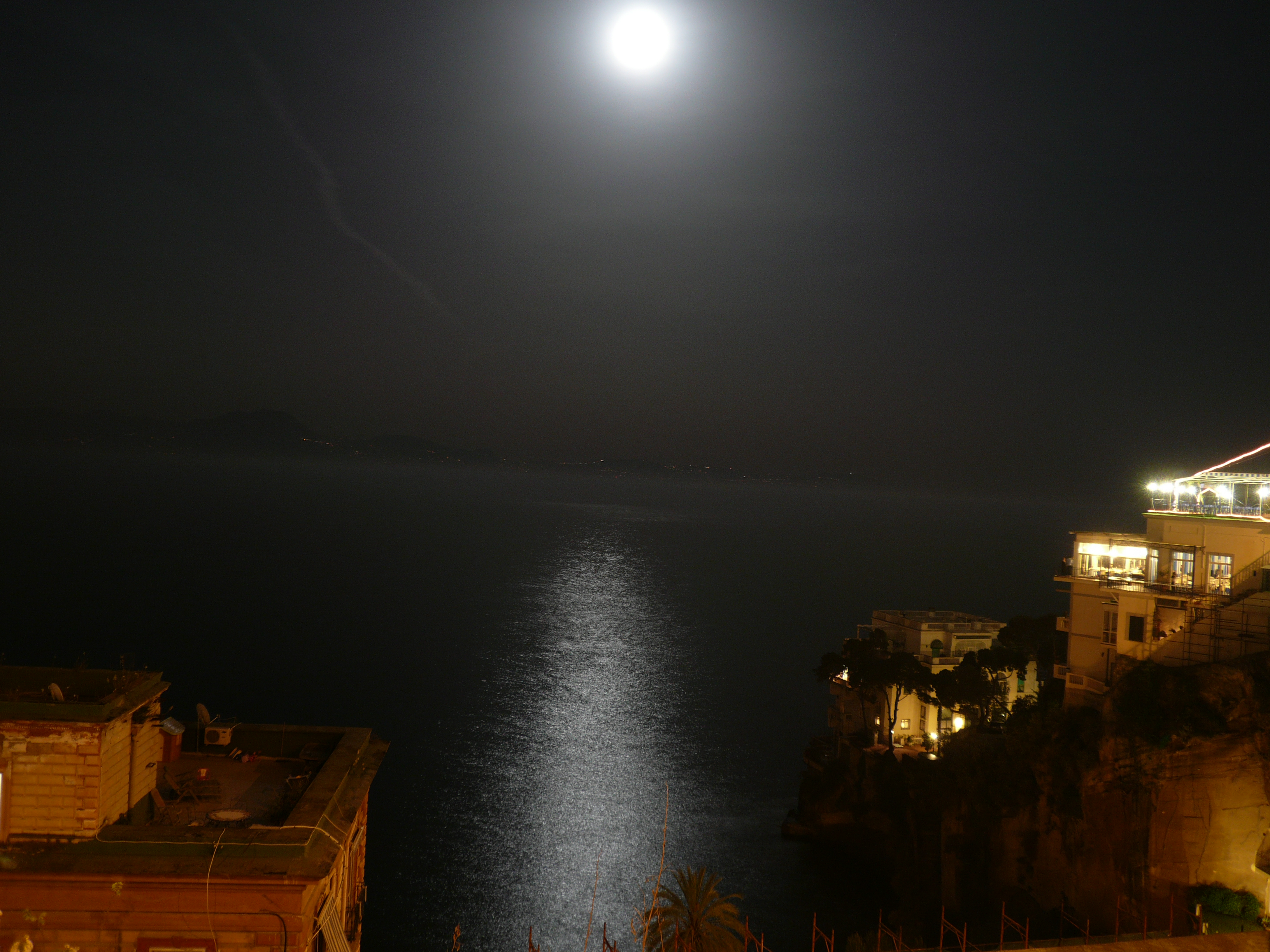
La luna si specchia sul mare di fronte a via Posillipo.

Posillipo (pronuncia: Posìllipo; in napoletano Pusilleco o Pusillepo) è un quartiere residenziale collinare della città di Napoli.
Confina ad ovest e nord con i quartieri di Bagnoli (Discesa Coroglio) e di Fuorigrotta (via Alessandro Manzoni) e ad est con il quartiere Chiaia (via Stazio, via Alessandro Manzoni, via Giovenale, via Orazio, largo Sermoneta); a sud affaccia sul golfo di Napoli, appartenente al Mar Tirreno.

## Etimologia del nome
Il suo nome deriva dal greco Παυσίλυπον (Pausilypon) che letteralmente significa «tregua dal pericolo» o «che fa cessare il dolore», denominazione legata al panorama sul litorale cittadino e sul golfo, veduta di cui si godeva anche duemila anni fa. Questo sarebbe stato il nome della villa del romano Vedio Pollione, che poi si sarebbe esteso all'intero promontorio. Prima di questo appellativo, la collina di Posillipo era nota come Mons Ammenus.

## Storia
Posillipo figura già nelle fonti degli antichi Greci, i primi ad abitare il promontorio allora interamente ricoperto da rocce e alberi. Sono presenti rovine Romane vicino alle rive nonché in prossimità del punto più alto della collina; è possibile vedere i resti delle aperture che ventilavano il tunnel che conduceva alla residenza di Publio Vedio Pollione. Sono presenti anche i resti di un anfiteatro. Con il termine dell'età antica la popolazione di Napoli si chiuse nella cinta fortificata e l'intera zona cadde in declino, del tutto preda delle invasioni barbariche e dell'incuria.
I casali di Posillipo, ossia i borghi sorti sulla collina, avevano di fatto vita sociale indipendente dalla città di Napoli, con un'economia rivolta verso la pesca o l'agricoltura. Il più popolato era il borgo di Santo Strato; altri casali erano Megaglia, Spollano e Angari, il quale copriva l'area che da Torre Ranieri scendeva fino a Riva Fiorita, ossia al mare. Fu nell'epoca vicereale che ville nobiliari vennero costruite su Posillipo, com'era stato fatto secoli prima dai Romani. La prima strada per collegare le ville e i casali di Posillipo alla città di Napoli venne edificata nel XVII secolo da Antonio Alvarez de Toledo. La strada percorreva gli inizi di ciò che sarebbe diventata via Posillipo, ma l'isolamento della zona del Capo lasciava la zona sostanzialmente sottosviluppata. Ramiro Núñez de Guzmán duca di Medina fece prolungare la strada fino a raggiungere il palazzo Donn’Anna; l'opera fu completata solo tra il 1812 e il 1824, quando raggiunse il borgo di Marechiaro sotto Gioacchino Murat. Il Genio dell'armata austriaca finì l'opera estendendo tra il 1820 e il 1830 il tracciato della strada fino a Coroglio, sul golfo di Pozzuoli. La strada comincia al porto di Mergellina e si estende lungo la costa, quasi parallelamente alla riva.
Fu frazione fino al 1925 e solo da allora integrato amministrativamente come quartiere cittadino.
Buona parte della zona ha subìto pesanti ricostruzioni in seguito alla seconda guerra mondiale, ma ha conservato diversi edifici storici, tra cui Villa Rosebery, residenza estiva del Presidente della Repubblica.

## Geografia fisica
(Pavel Pavlovič Muratov)

## Monumenti e luoghi d'interesse

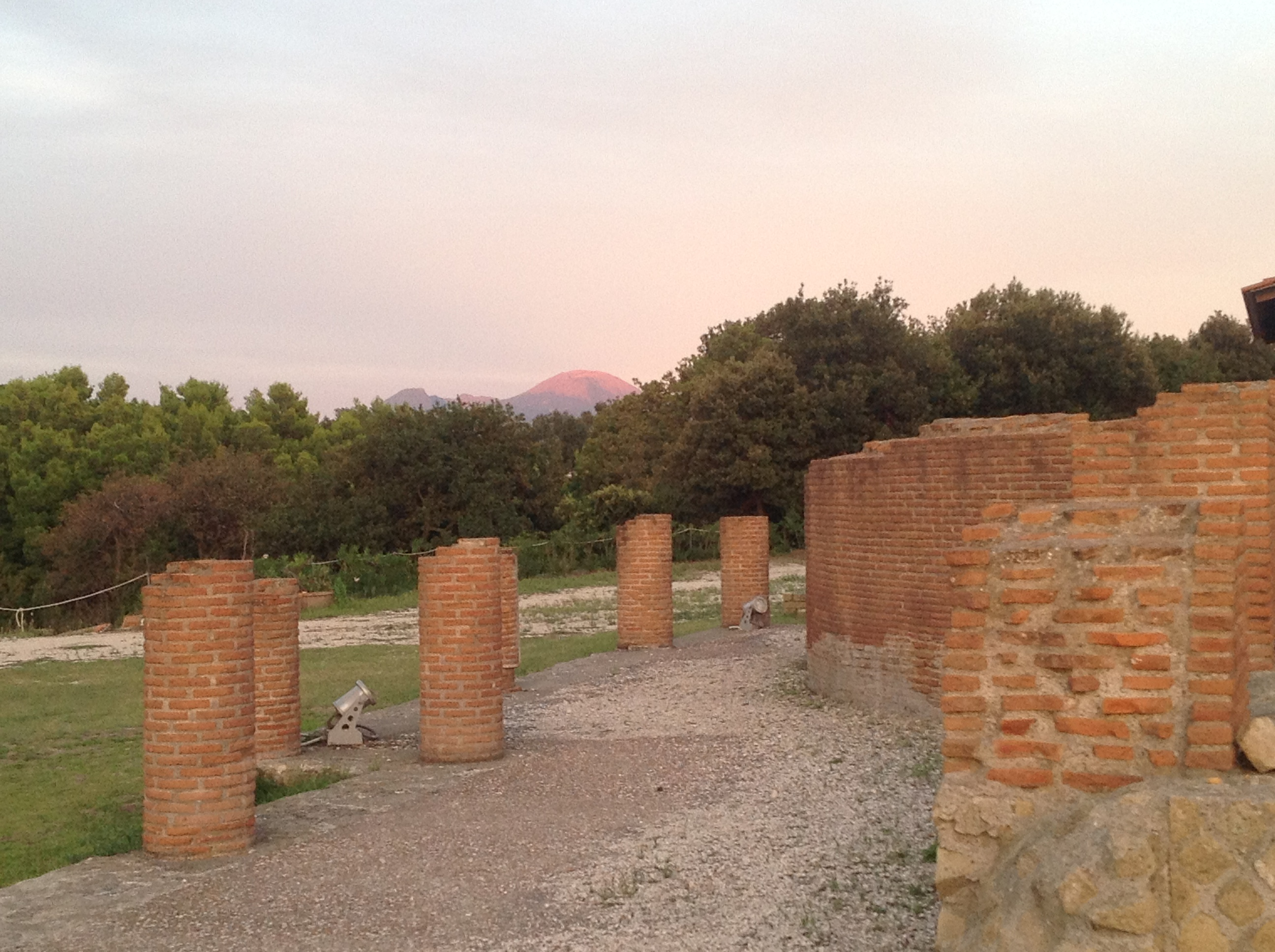
Rovine romane (Villa di Pausilypon)

La spiaggia libera comunale Lido delle Monache in via Posillipo che, per morfologia, ricorda la Rotonda Diaz del Lungomare Caracciolo, è raggiungibile attraverso il sottopasso delle scale di un condominio situato di fronte all’ingresso di Palazzo Donn’Anna. Arrivati sulla bella spiaggia, si nota la rete di recinzione di uno spazio sul quale vi è l’affaccio dell’Ospizio Marino di Posillipo, dedicato a Padre Ludovico da Casoria, dove, in una chiesetta annessa, le Monache ivi residenti ne custodiscono la Tomba.
Nella giornata di giovedì si tiene il Mercatino di Posillipo, molto frequentato dai residenti così come dagli abitanti dei quartieri limitrofi di: Chiaia, Bagnoli, Fuorigrotta e Vomero. Fino ad alcuni decenni fa gli espositori di abbigliamento, di calzature, di casalinghi, di biancheria intima e per la casa, di cosmetica ed altro (anche usato) si allineavano lungo via Pascoli che, per quella mezza giornata, veniva chiusa al traffico veicolare. Successivamente hanno trovato spazio lungo il vicino viale Virgiliano. I pini secolari del viale, abbattuti in seguito al forte maltempo che nel novembre 2019 li aveva danneggiati, avevano la funzione di alleggerire la passeggiata lungo il Viale, soprattutto nella bella stagione o nelle giornate assolate.

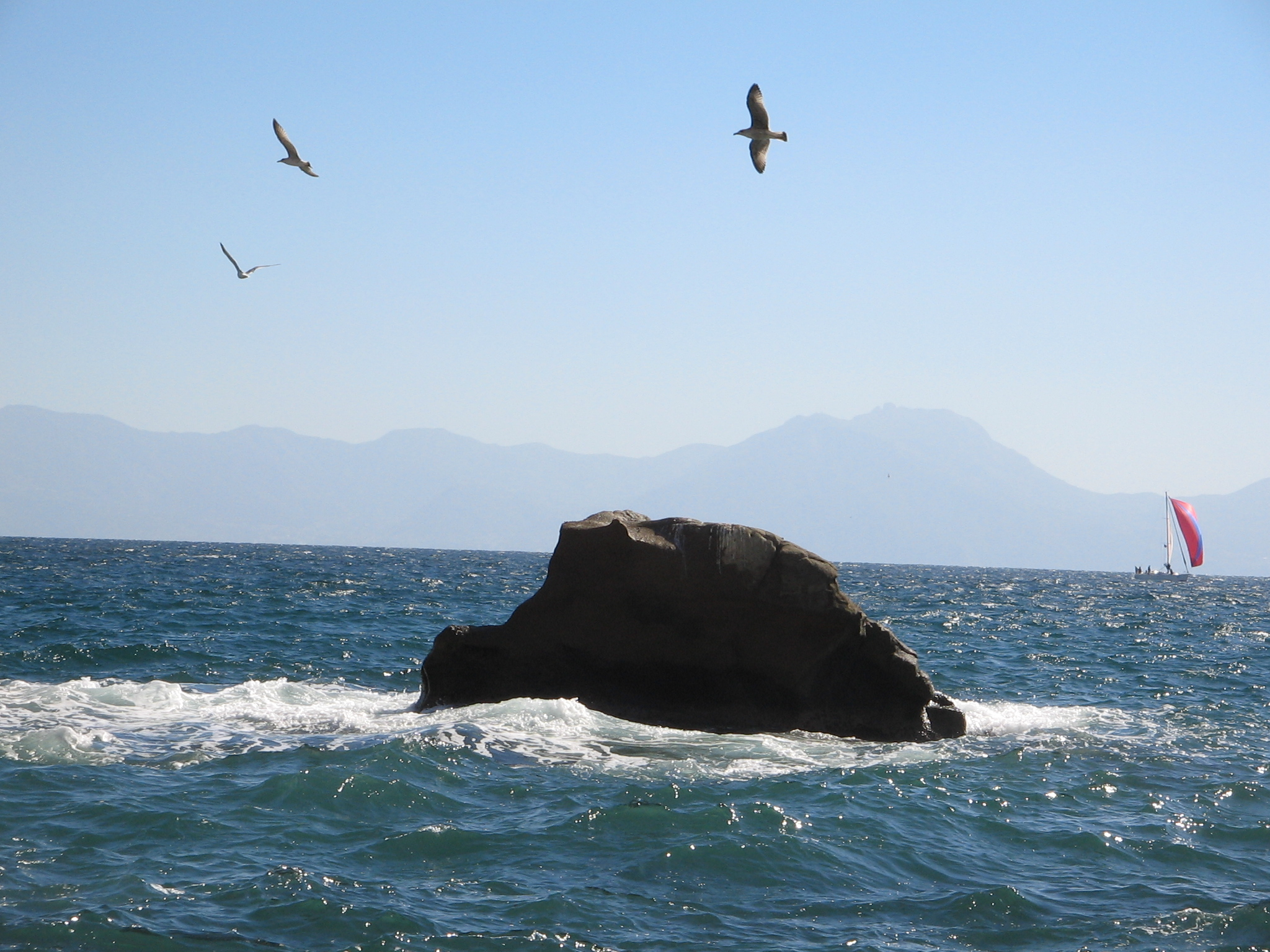
Baia di San Pietro ai due frati

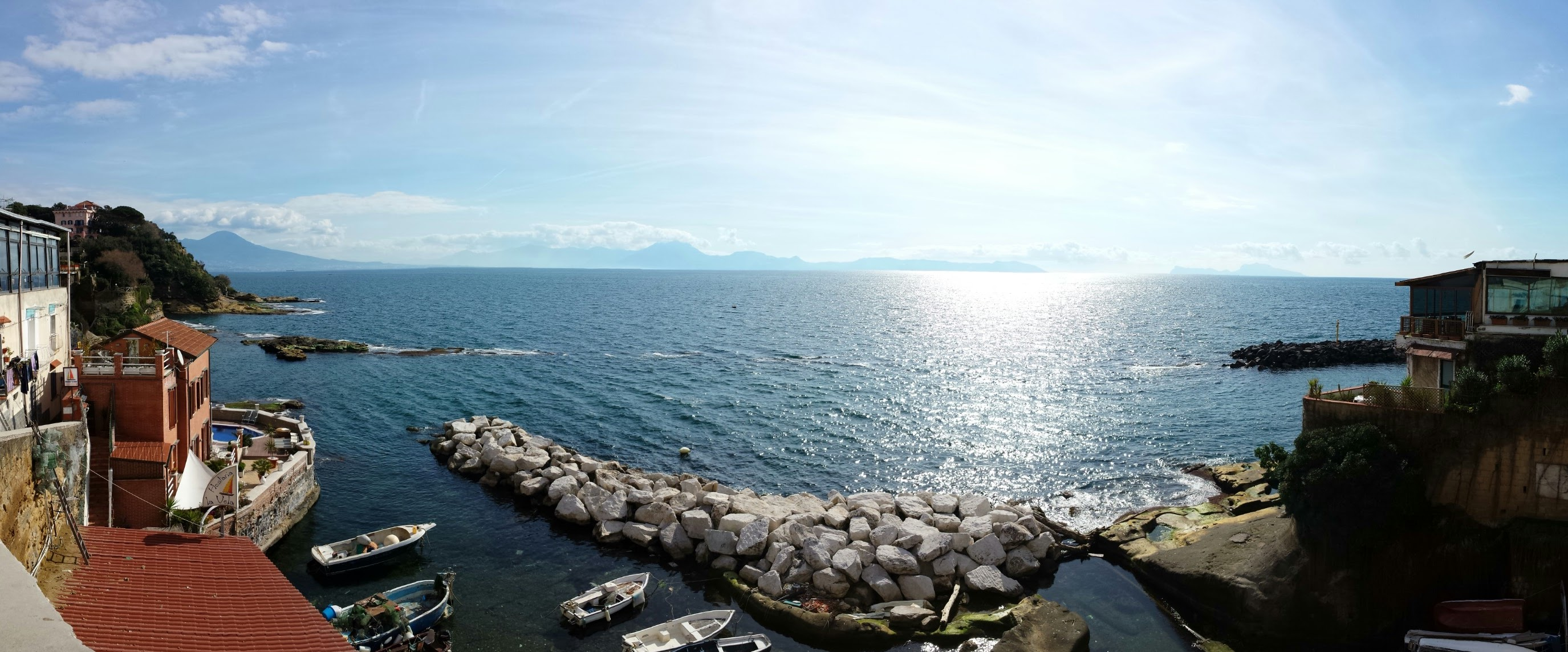
Veduta di Marechiaro

La discesa di San Pietro ai due frati è un budello che si diparte da via Posillipo scendendo verso Mergellina, che piomba direttamente sul mare Costa di Posillipo. Dagli ultimi scalini è possibile osservare una piccola spiaggia ed una scogliera, meta dei bagnanti che li sfruttano per tuffarsi o per osservare il fondale attraverso l'acqua limpida. Si arriva così via terra alla Baia di San Pietro ai due frati, sottostante le terrazze del Circolo delle Poste, celebre per i ricevimenti riservati ai propri dipendenti. Il nome della baia si deve agli scogli che emergono dall'acqua, San Pietro e San Paolo anche se uno di essi è sommerso a causa dell'erosione. La baia, il cui accesso è libero, è limitata da alcune proprietà private.
Sulla punta di capo Posillipo si trova il Parco sommerso di Gaiola, istituito nel 2002 congiuntamente dai Ministeri dell'Ambiente e dei Beni Culturali, nelle acque che circondano gli isolotti della Gaiola, si estende dal porticciolo di Marechiaro alla Baia di Trentaremi, con finalità di protezione sia Archeologica che Ambientale.
Altro importante sito è la Villa Imperiale di Pausilypon, dove, tra uno dei panorami migliori del Golfo, è possibile ammirare anche i resti dell'imponente Teatro e di alcune sale di rappresentanza.
Altra meta d'interesse è il Mausoleo Schilizzi, uno dei migliori esempi italiani dello stile architettonico neoegizio, che ora assolve alla funzione di monumento ai caduti delle due guerre mondiali.
Nel quartiere di Posillipo si trovano diversi villaggi: Villanova di Posillipo (ovvero Porta di Posillipo), Casale di Posillipo, Santo Strato, e il più conosciuto di tutti Marechiaro, con il caratteristico "Scoglione".
Vi sono inoltre numerosi monumenti e località di interesse storico-artistico: il Parco Virgiliano (già Parco della Rimembranza); importanti ville sul mare come Villa Rosebery, residenza estiva del Presidente della Repubblica italiana; costruzioni romane che permettevano, attraverso una galleria detta Grotta di Seiano, di raggiungere i porti romani di Pozzuoli, Portus Iulius e Miseno.
Dal 1912 in questo quartiere risiede il Pontificia facoltà teologica dell'Italia meridionale, di grandissima importanza per i seminaristi della provincia ecclesiastica campana e di molte diocesi situate sul territorio delle regioni confinanti.

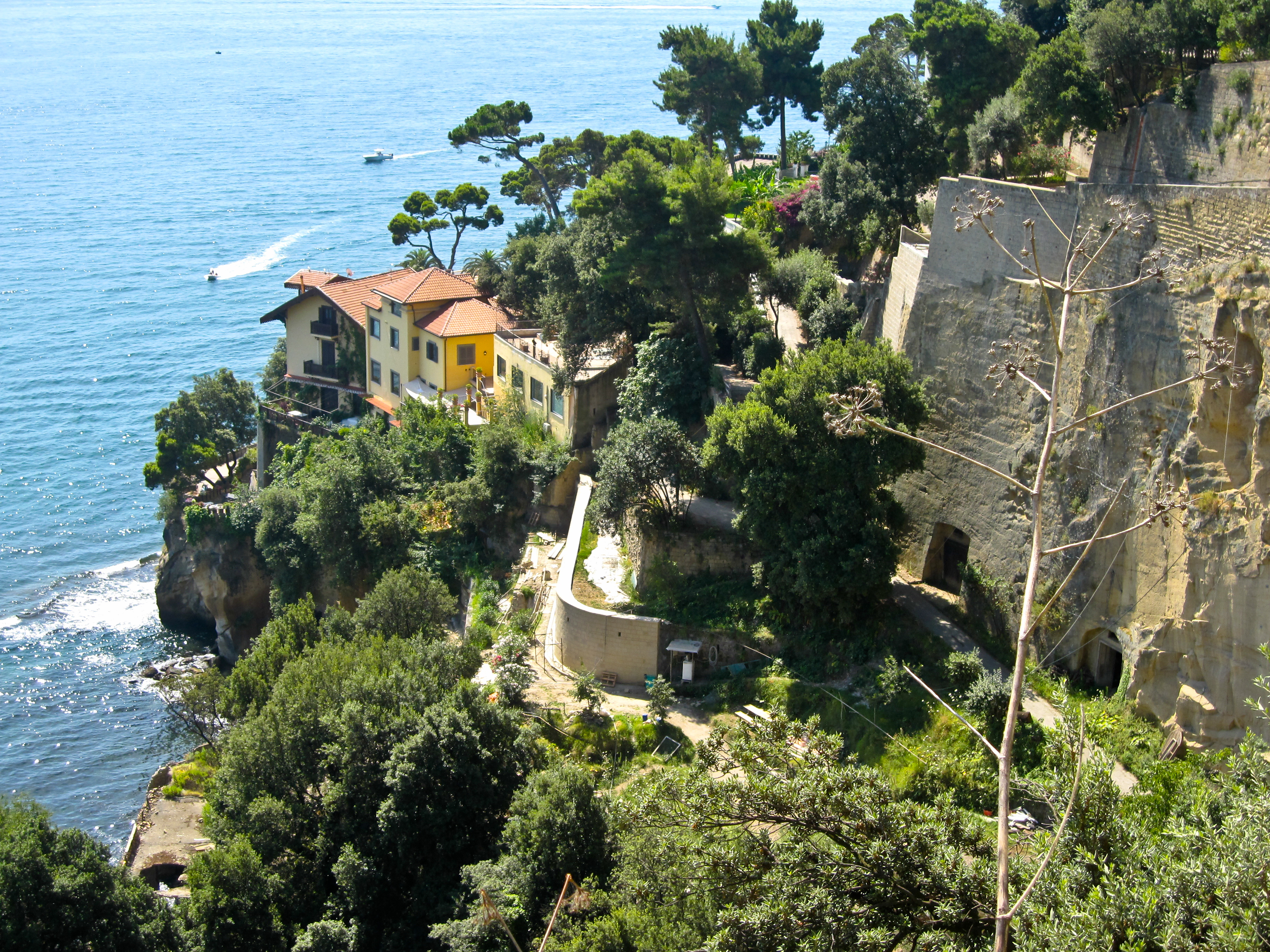
Scorcio della costa di Posillipo vista da via Posillipo

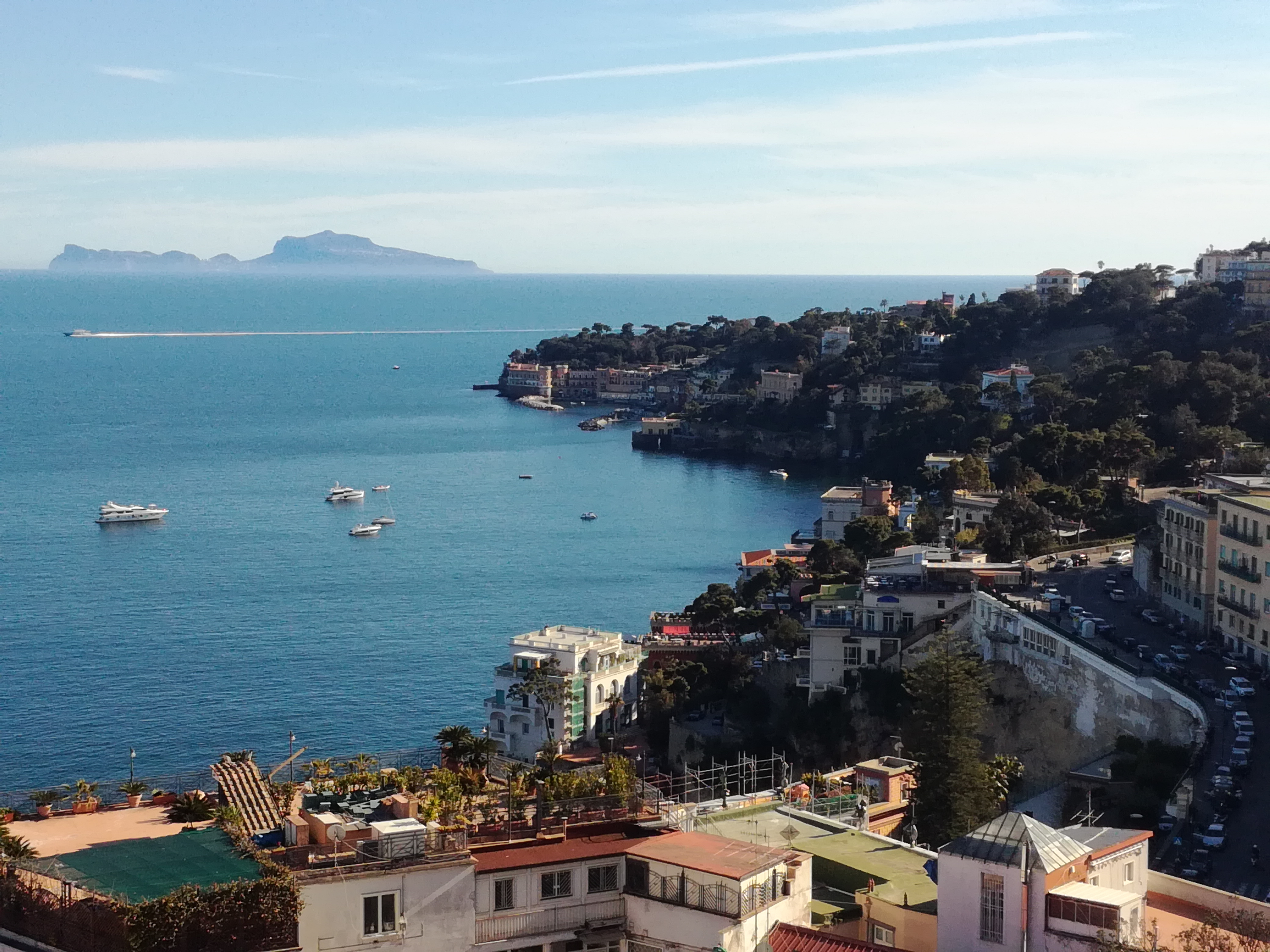
La costa vista da via Orazio

- Spiaggia libera comunale “Lido delle Monache”
- Mercatino di Posillipo
- Baia di San Pietro ai Due Frati
- Tomba di Jacopo Sannazaro
- Chiesa dell'Addolorata
- Chiesa di Sant'Antonio a Posillipo
- Chiesa di Santa Maria della Consolazione a Villanova
- Chiesa di Santa Maria del Faro
- Parco Virgiliano
- Chiesa di Santo Strato a Posillipo
- Capo Posillipo
- Mausoleo Schilizzi
- Scoglione di Marechiaro
- Parco archeologico di Posillipo (comprende la Grotta di Seiano, la villa imperiale di Pausilypon con annesso teatro dell'Odeon, il Parco sommerso di Gaiola ed il palazzo degli Spiriti)
- Tempio della Gaiola
- Villa Rosebery
- Palazzo Donn'Anna
- Villa Mazziotti
- Baia di Trentaremi

## Trasporti e viabilità
La collina di Posillipo è attraversata da quattro strade principali quasi parallele: via Posillipo che corre parallela alla costa da Mergellina fino a capo Posillipo, via Francesco Petrarca (già "via Panoramica") in posizione più elevata con caratteristiche vedute sul golfo di Napoli e sul Vesuvio, le antiche vie del Marzano e Porta Posillipo (l'una di seguito all'altra) e via Alessandro Manzoni (già "via Patrizi").
È da segnalare la via Pascoli che dal quadrivio del Capo di Posillipo conduce all'antico casale. Altra arteria importante è via Orazio che, passando per via Petrarca, collega Mergellina col rione di "Porta Posillipo", nella parte alta del quartiere. In questa strada c'è il belvedere dove si trovava il famoso pino di Napoli, simbolo dell'oleografia napoletana del XX secolo. La parte collinare del quartiere di Posillipo è collegata verticalmente dalla Funicolare di Mergellina, celebre opera urbanistica e d'ingegneria (elogiata nei versi di Salvatore Di Giacomo nella targa marmorea al suo ingresso) la cui edificazione dava il via all'urbanizzazione dell'area collinare intorno agli anni trenta. Essa prende inizio dall'omonima area litoranea di Mergellina e conduce sull'apice della collina (via Manzoni) fermando in altri 3 punti, "S. Antonio" in prossimità dell'omonimo santuario, "S. Gioacchino" nel cuore di via Orazio e "Parco Angelina" in prossimità di via Stazio e via Giovenale.
In particolare, in via Petrarca il comune dovette istituire un servizio di vigilanza perché gli automobilisti alla guida rallentavano in maniera consistente per poter guardare il panorama, intasando così il traffico veicolare. Il problema fu risolto istituendo dei parcheggi ed una lunga terrazza panoramica. Tra le quattro strade, via Posillipo presenta il più alto numero di fabbricati antichi, mentre le altre tre sono state intensamente interessate dalla massiccia edificazione cittadina dell'ultimo dopoguerra, pur non raggiungendo gli eccessi di altre aree del comune. Numerosi sono i ristoranti presenti sull'intera collina.

## Sport

### Circolo Nautico Posillipo
Nel quartiere di Posillipo è situato l'omonimo Circolo Nautico, che vanta numerosi trofei a livello mondiale, soprattutto nella pallanuoto.

### Calcio
Posillipo è sede del campo "Francesco Denza"; la squadra locale ha disputato un campionato di Serie D sul finire degli anni settanta ed ha avuto tra i giocatori delle giovanili l'attaccante Antonio Floro Flores, arrivato a giocare con la nazionale italiana in varie categorie giovanili.

### Circuito di Posillipo
Il quartiere, dal 1933 al 1962, fu sede dell'omonimo circuito automobilistico, sul quale si tenne il Gran Premio di Napoli. Fino al 1939 vi corsero anche le auto di Formula Grand Prix (Formula A nel secondo dopoguerra) mentre in seguito si disputarono qui gare di Formula 2, sport prototipi e Formula 1 (il Gran Premio non era però valido per il Campionato Mondiale). Vari campioni lo corsero, come Alberto Ascari, vincitore dell'edizione del 1955.

## Nella cultura di massa
Posillipo è, nella soap opera Un posto al sole, sede di Palazzo Palladini (i cui esterni sono dal 2004 quelli della reale Villa Volpicelli, sita anch'essa a Posillipo), un antico palazzo storico immaginario diventato sede di un condominio dove si svolgono molte delle vicende raccontate.

## Galleria d'immagini

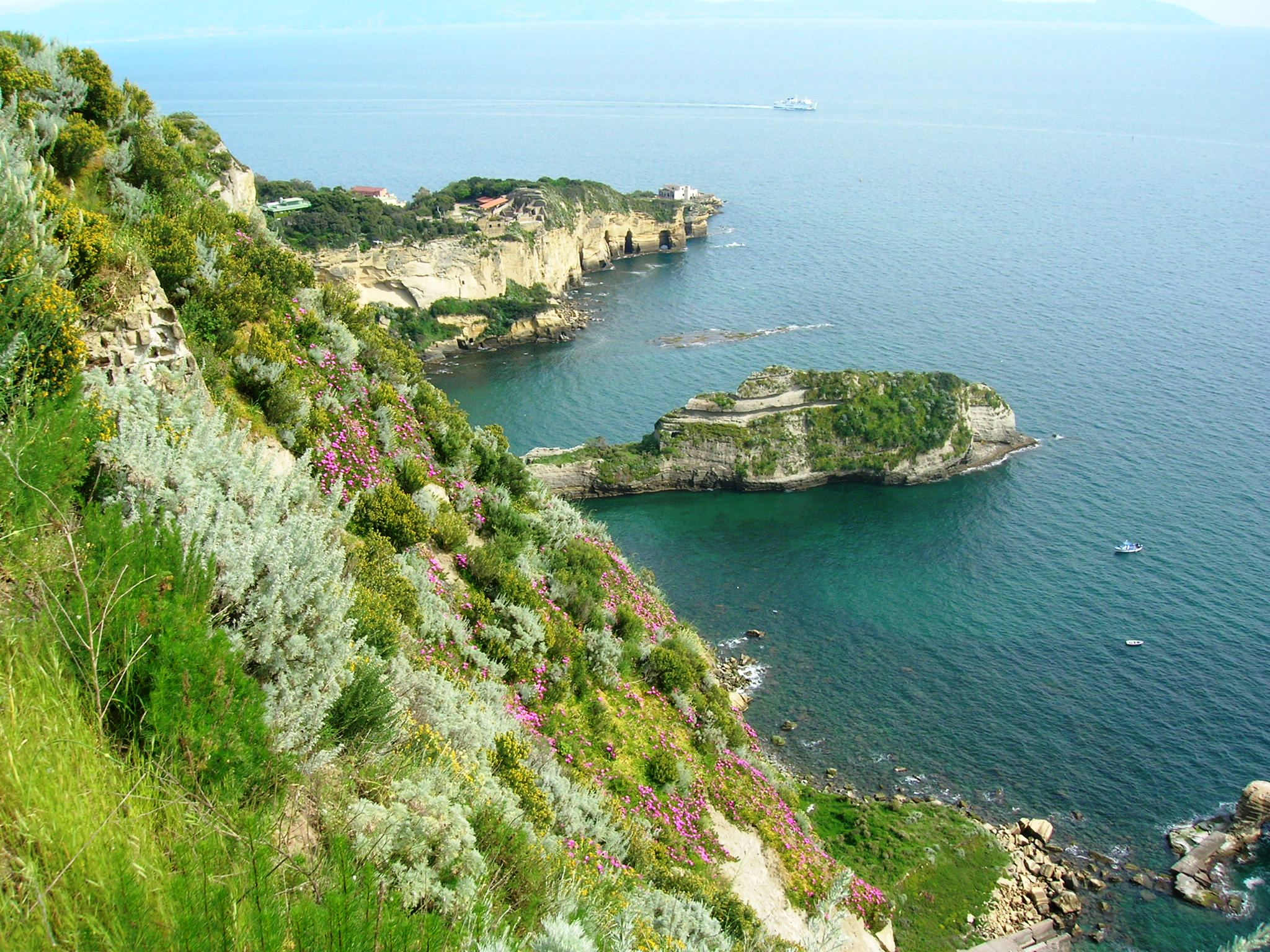
La baia di Trentaremi, una delle insenature della costa
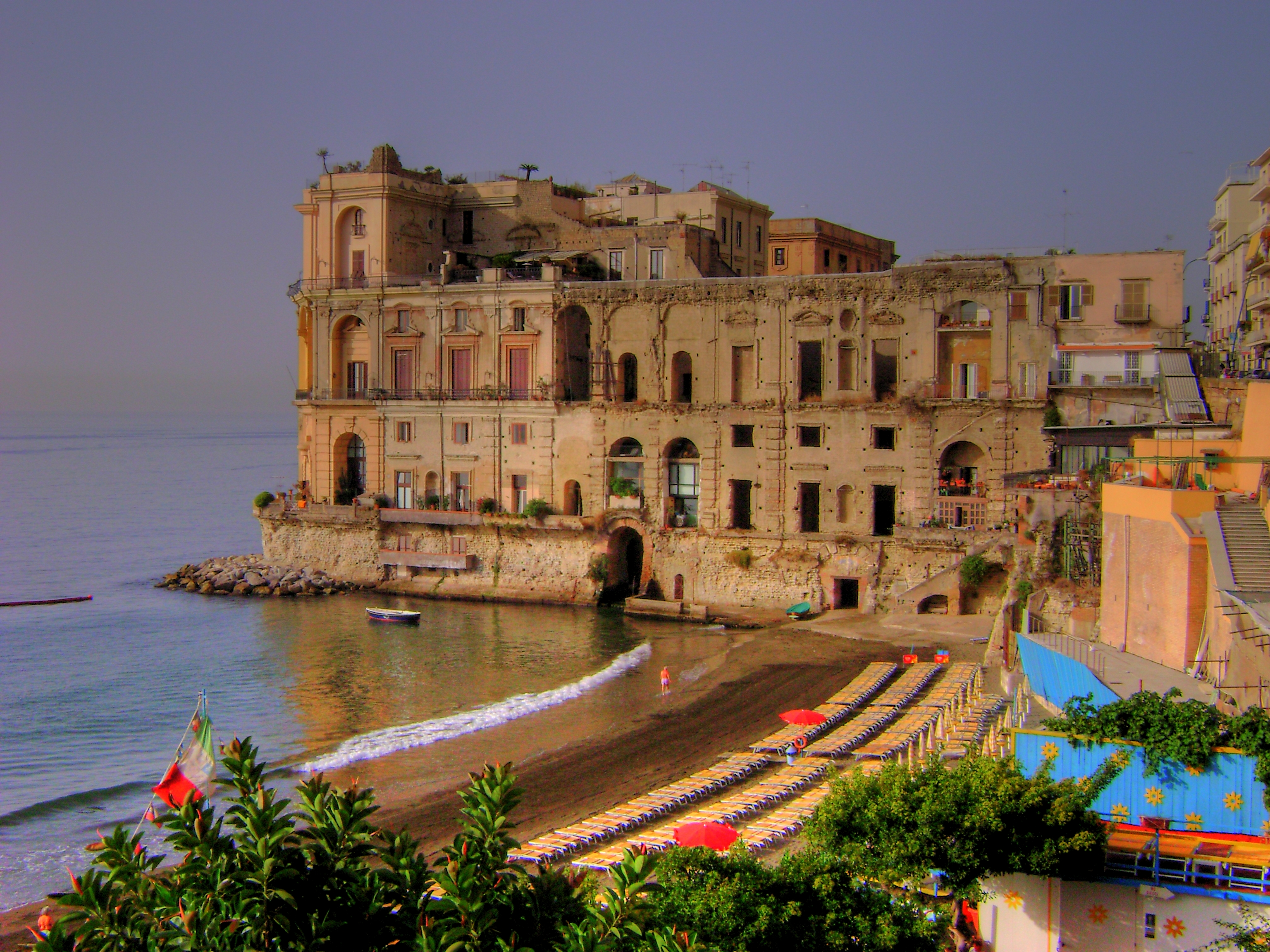
Palazzo Donn'Anna (costruzione del XVII secolo rimasta incompiuta)
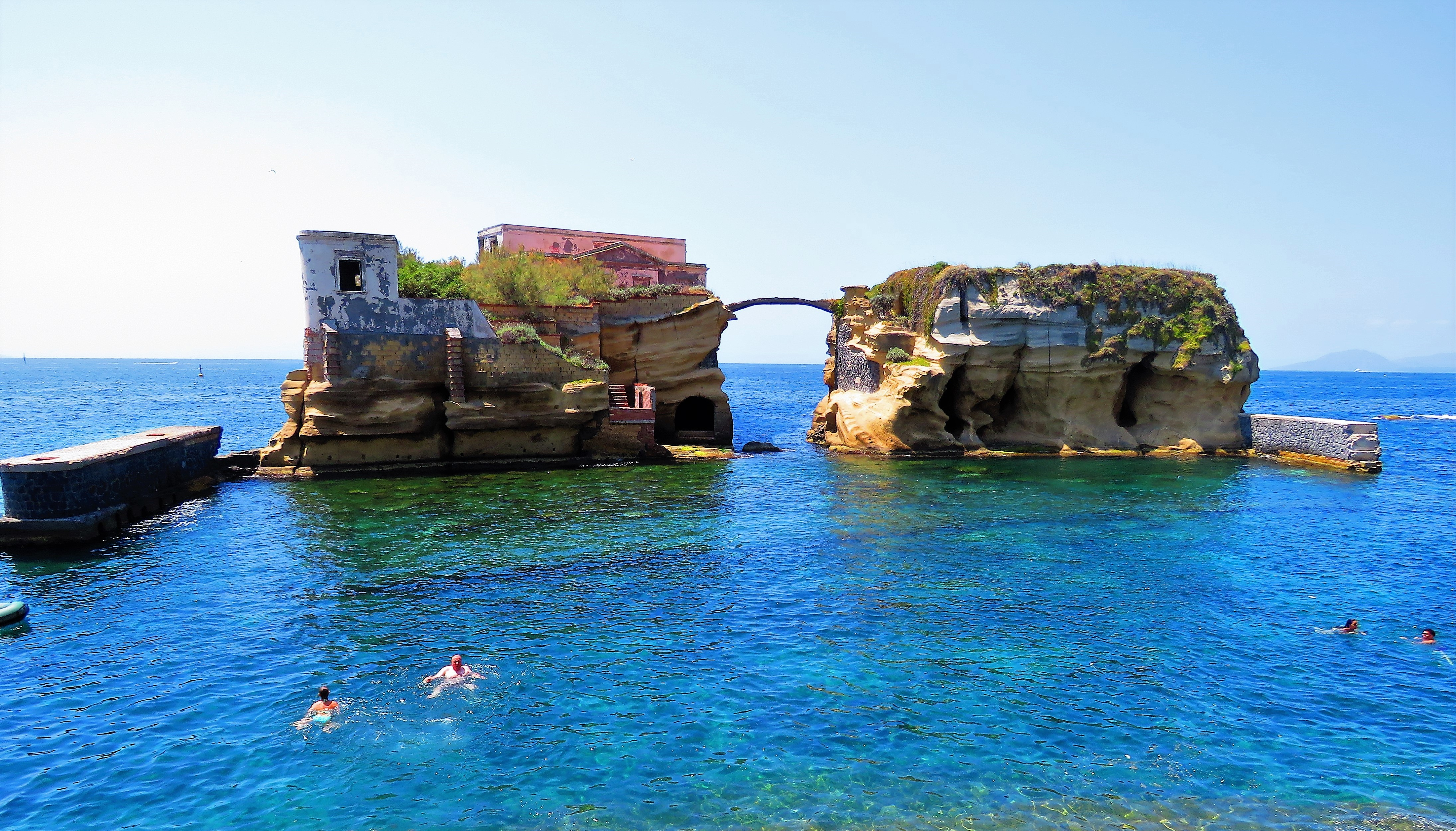
L'isolotto della Gaiola
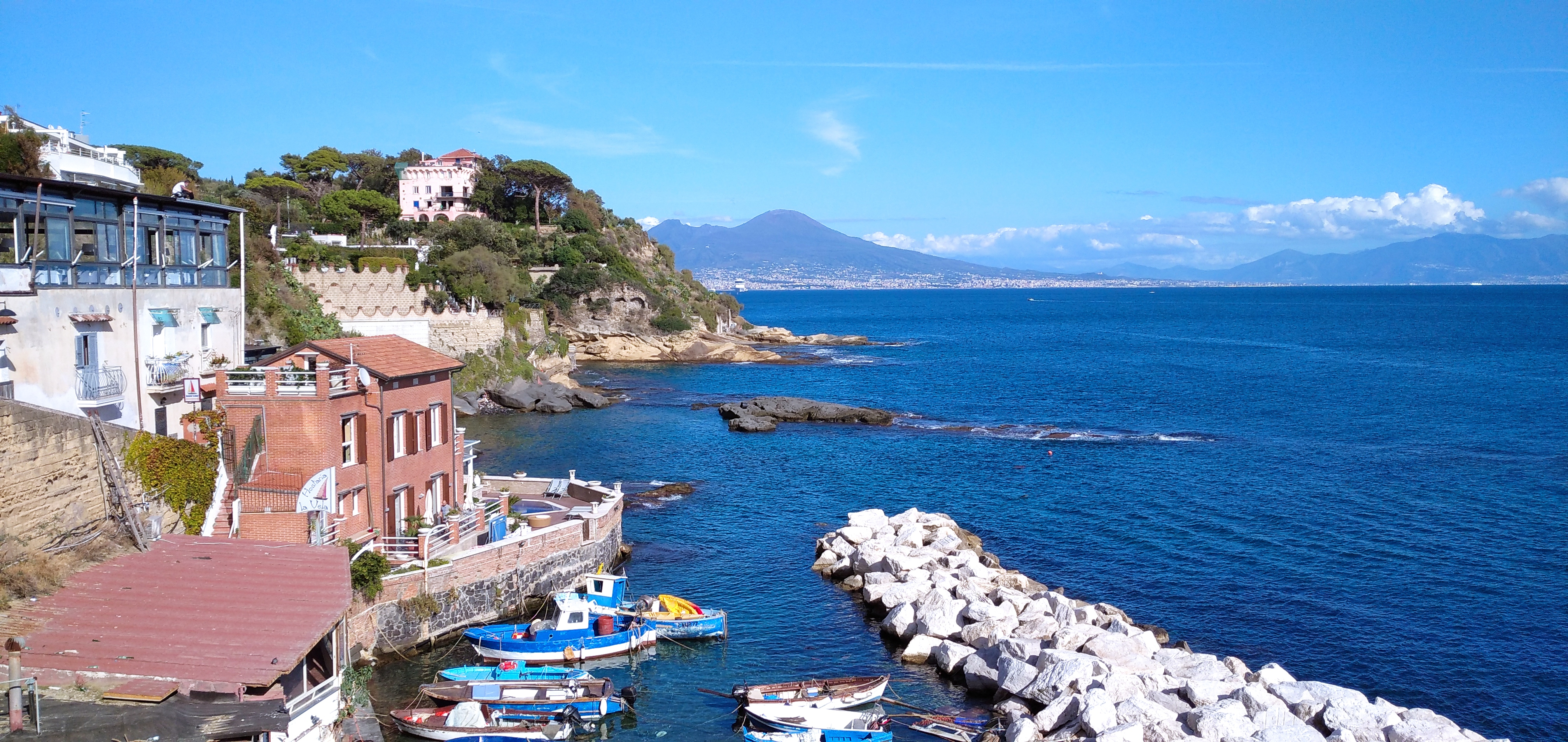
Scoglione di Marechiaro
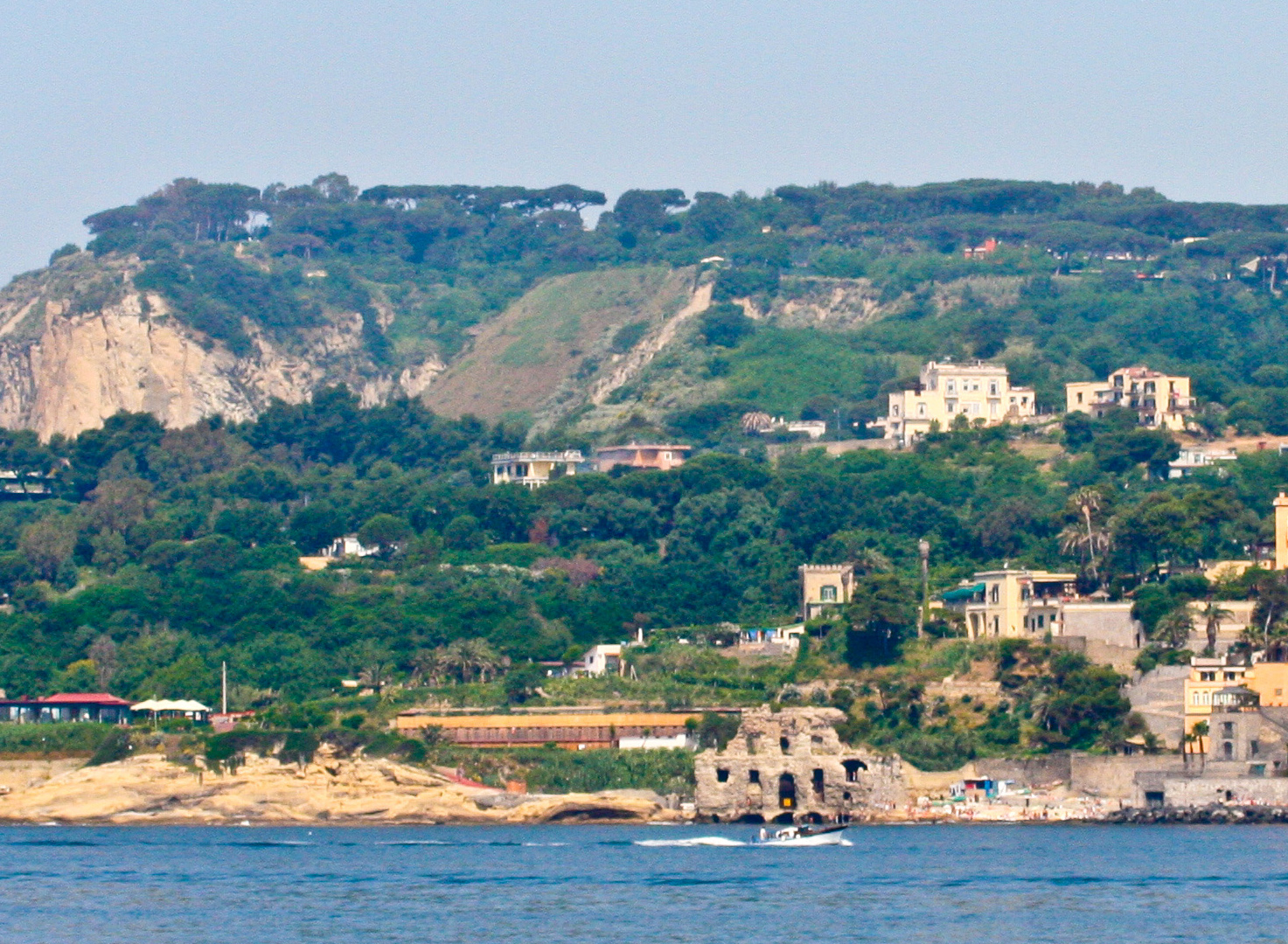
Palazzo degli Spiriti (rovine romane) in basso al centro
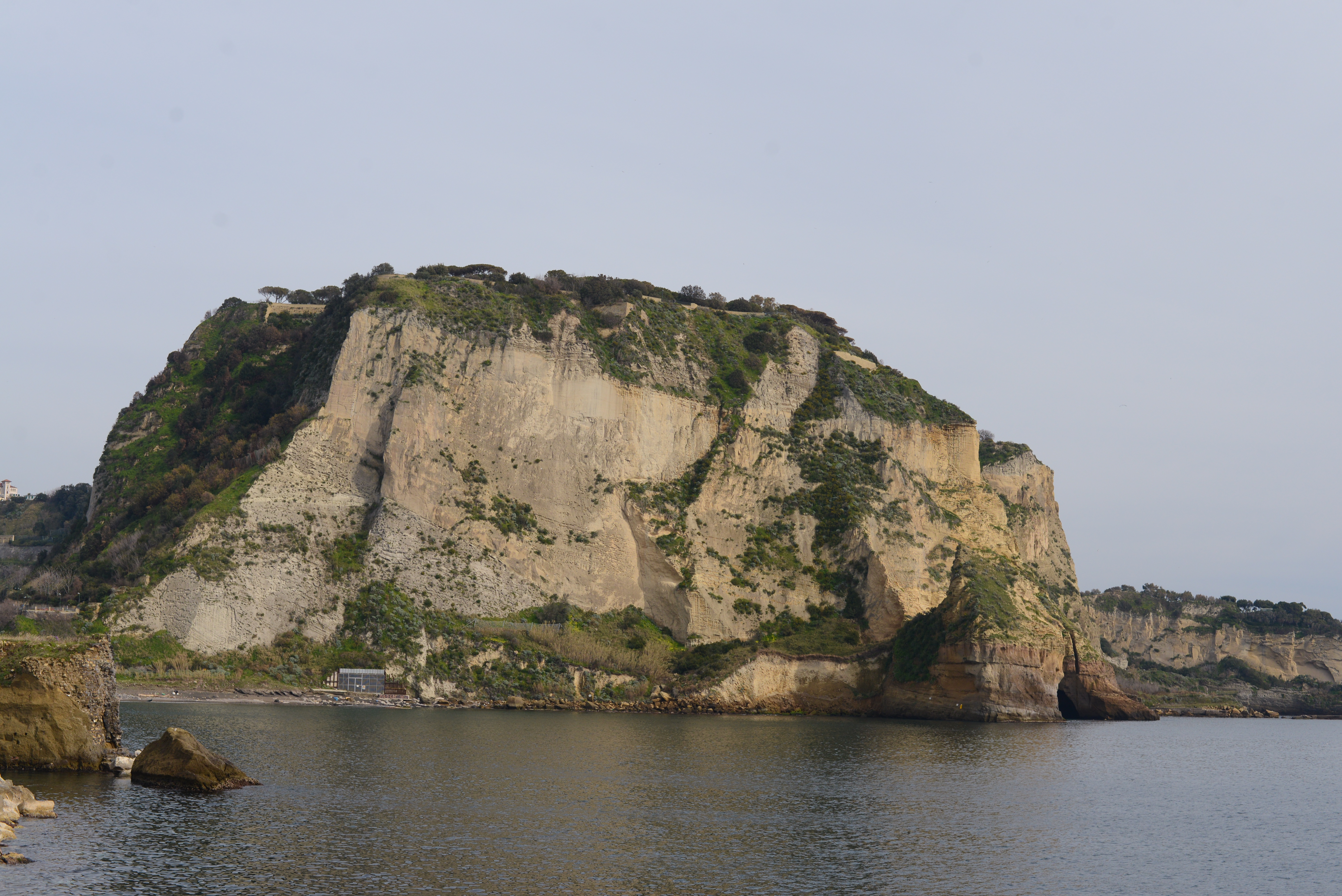
Capo Posillipo
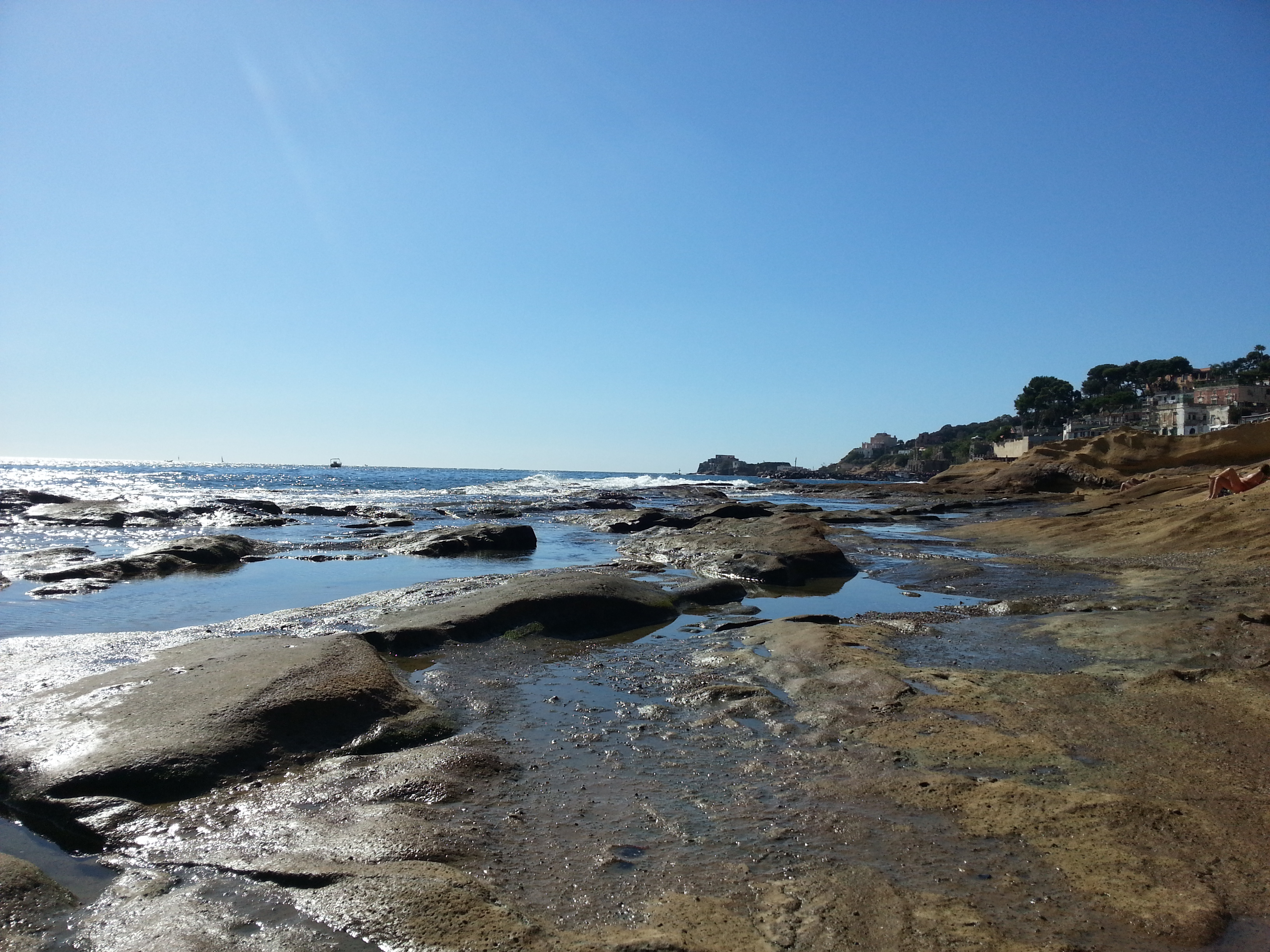
Costa di Marechiaro
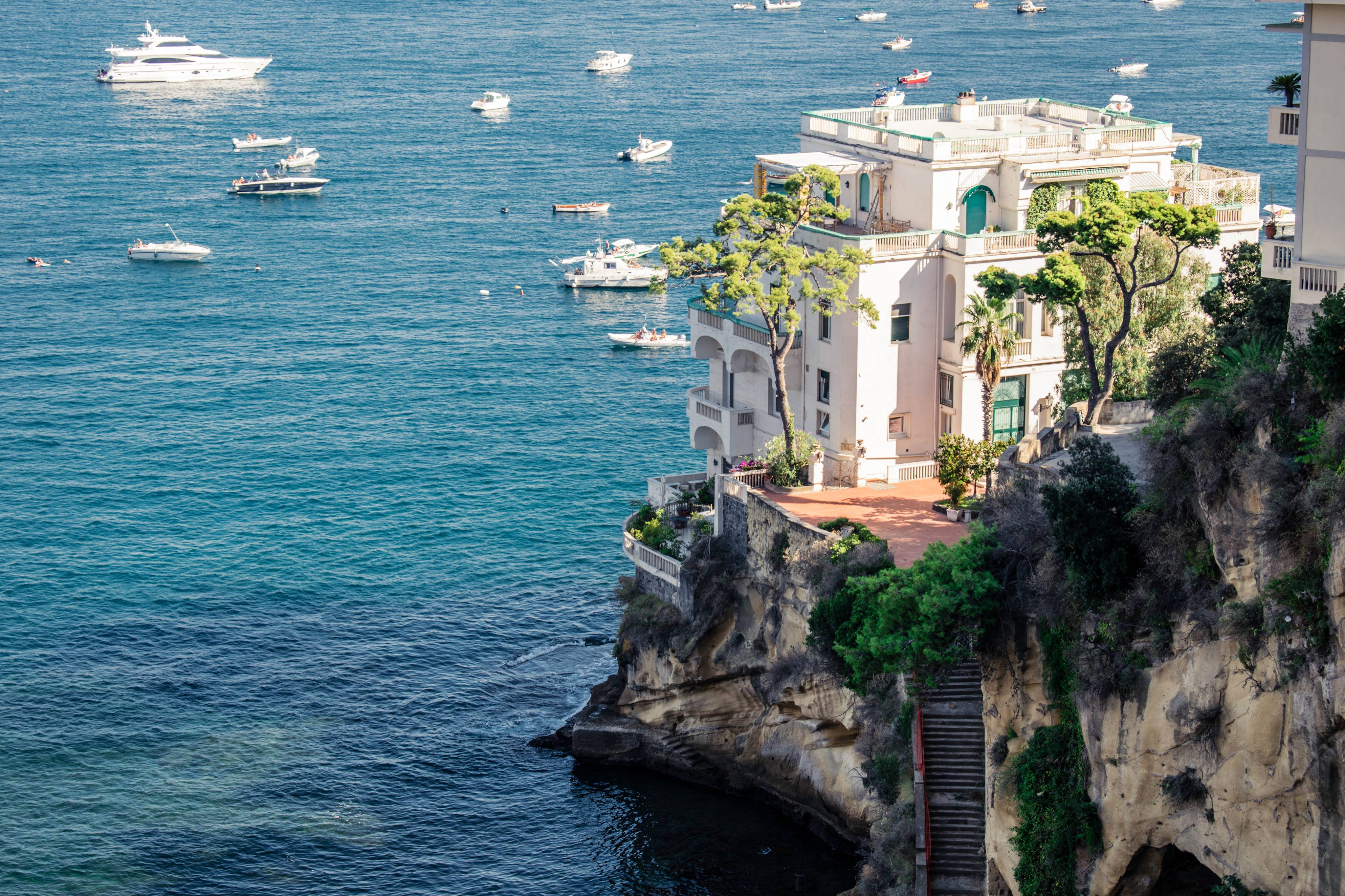
Scalinata verso il mare di villa Elisa (via Posillipo, 45)
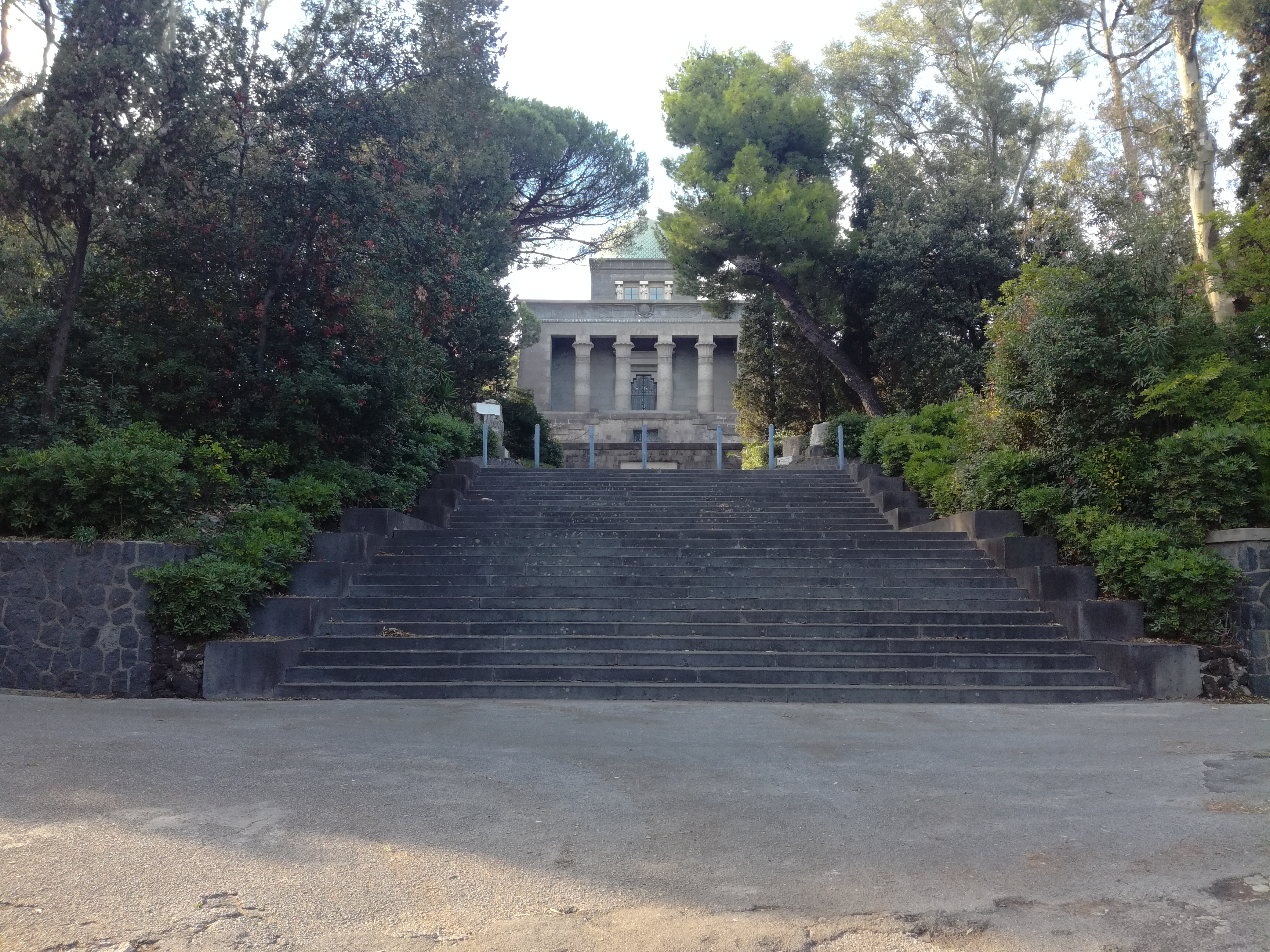
Mausoleo Schilizzi (fine XIX secolo)
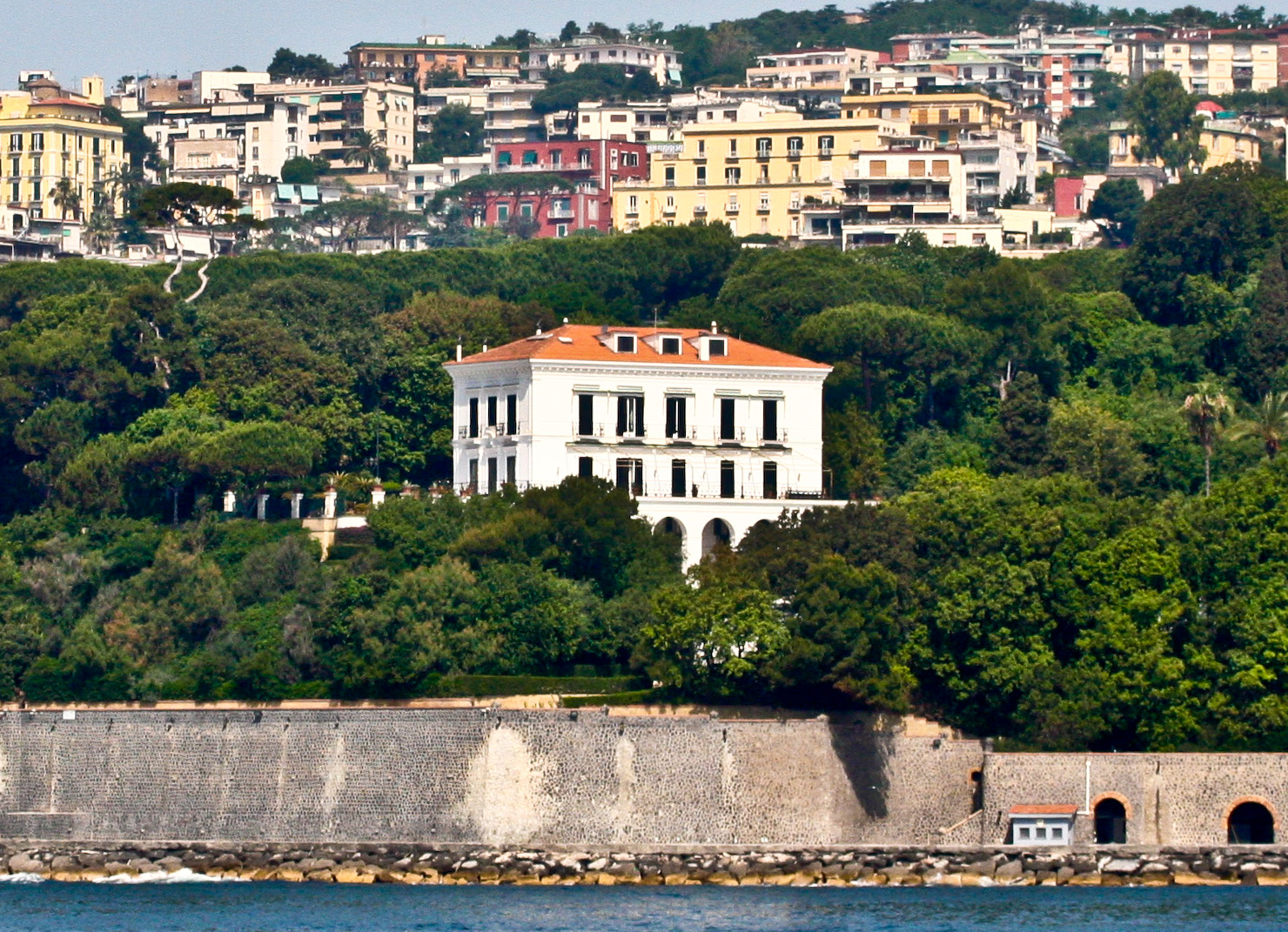
Villa Rosebery, residenza ufficiale del presidente della Repubblica Italiana
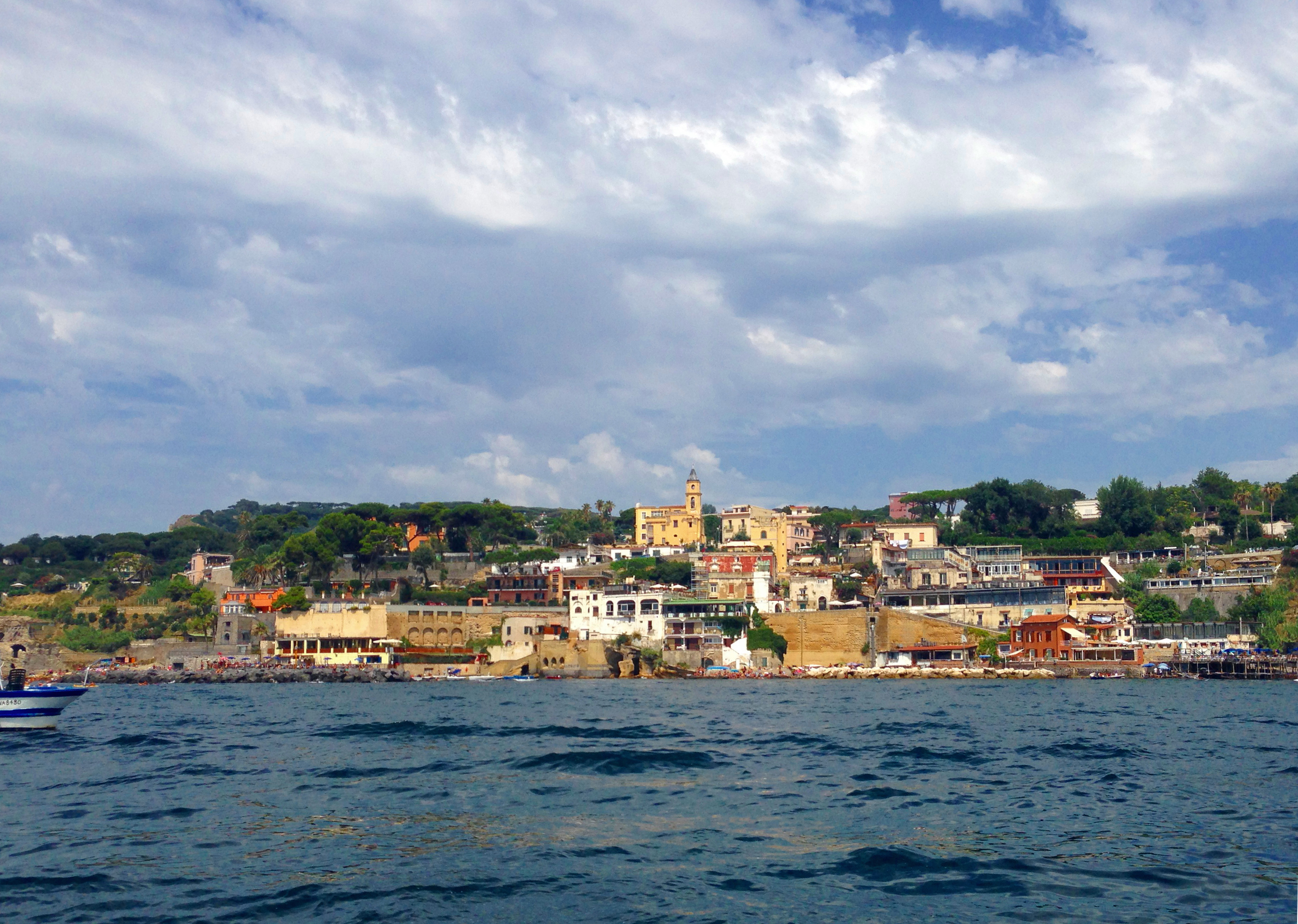
Il borgo di Marechiaro visto dal mare
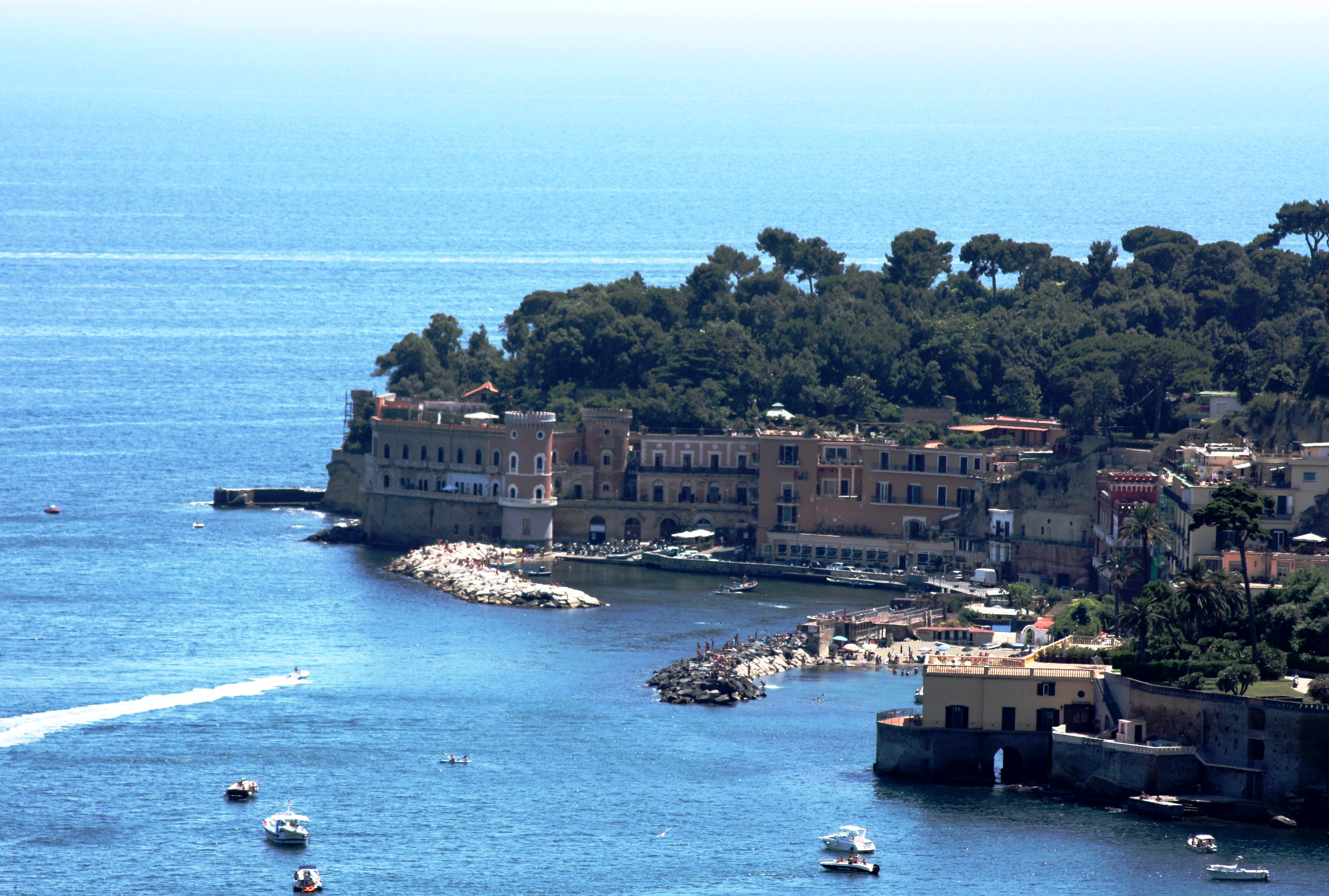
Riva Fiorita
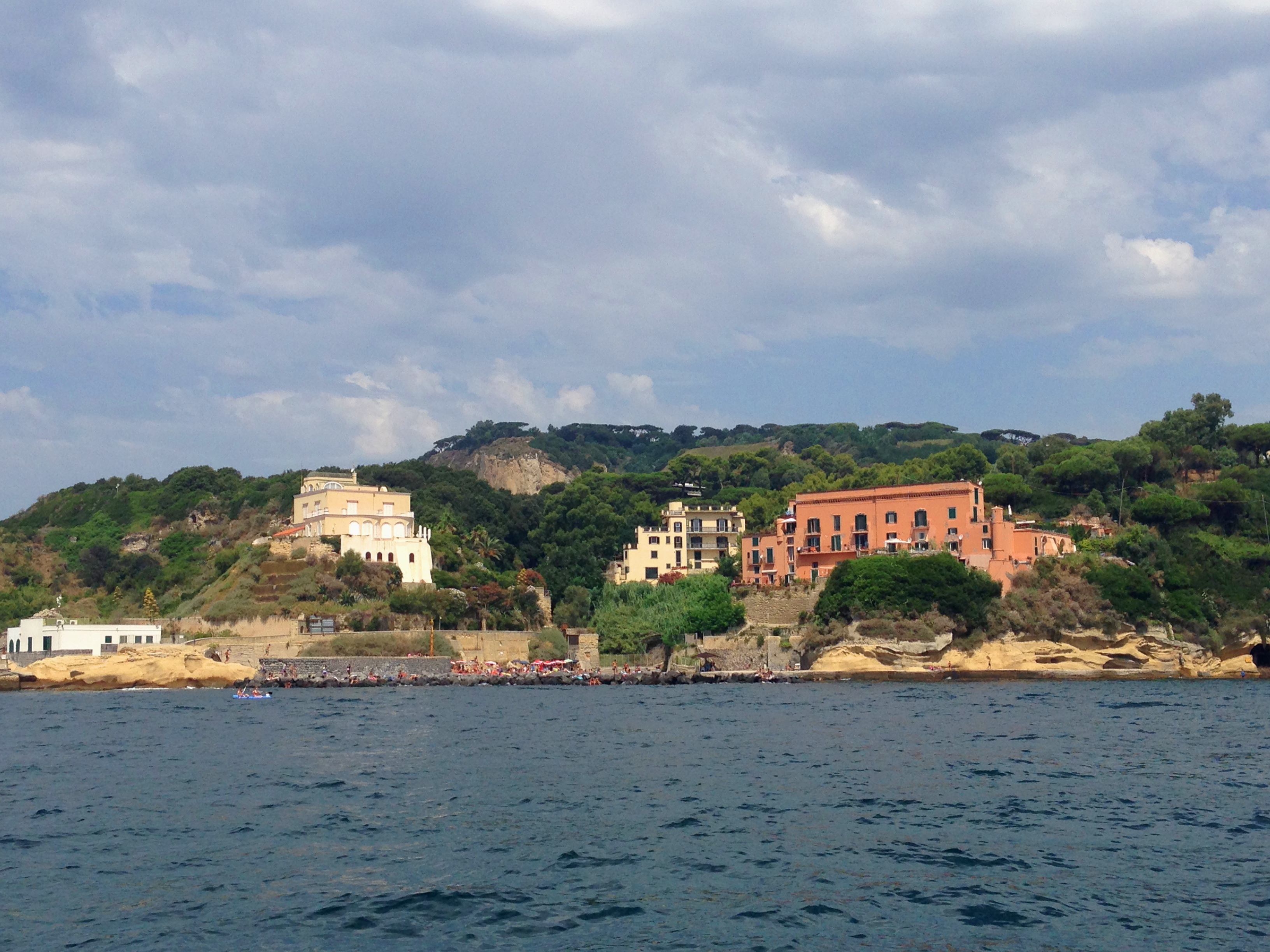
Villa Ambrosio e Casa Tozzoli
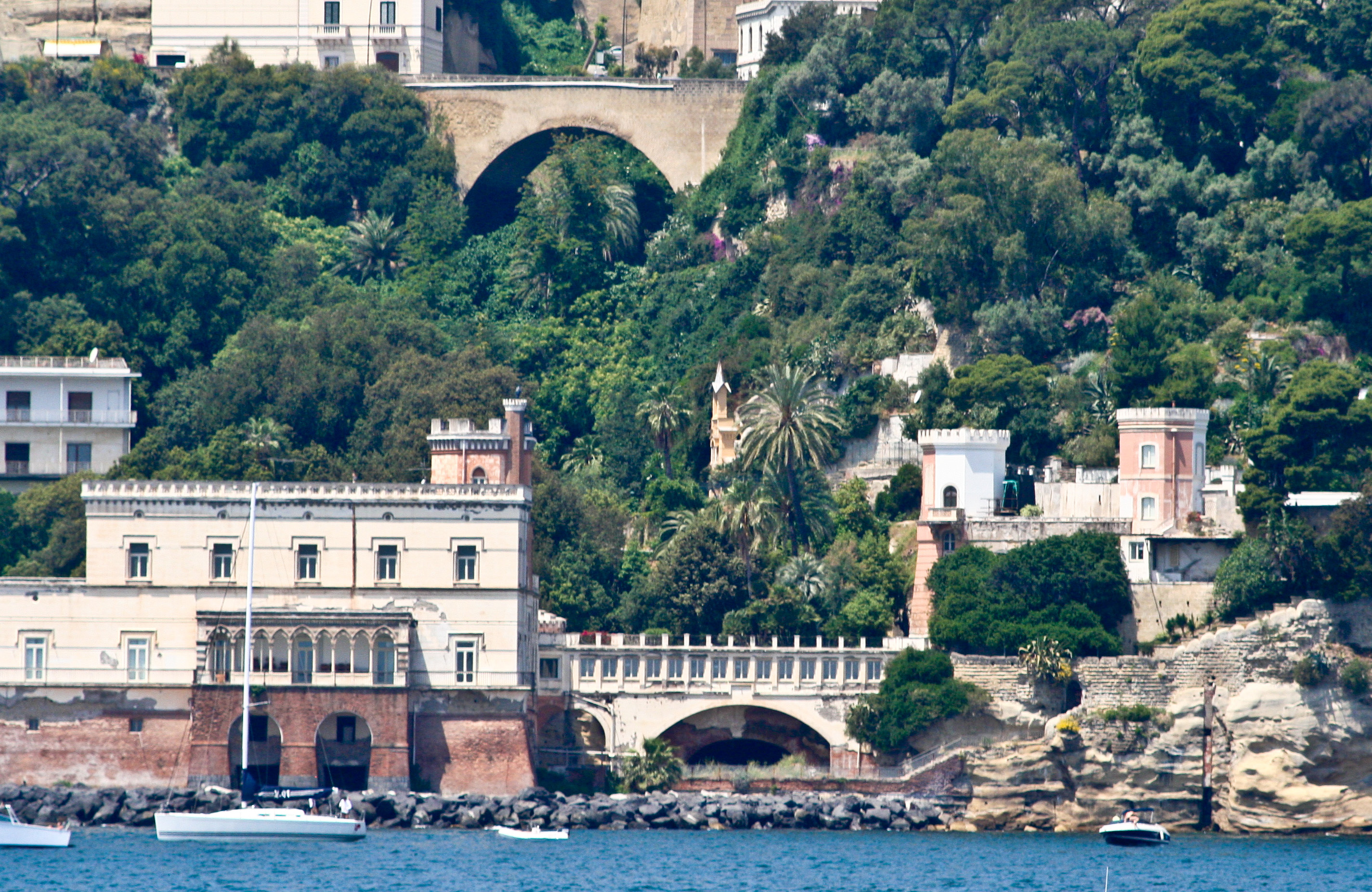
Villa Rocca Matilde
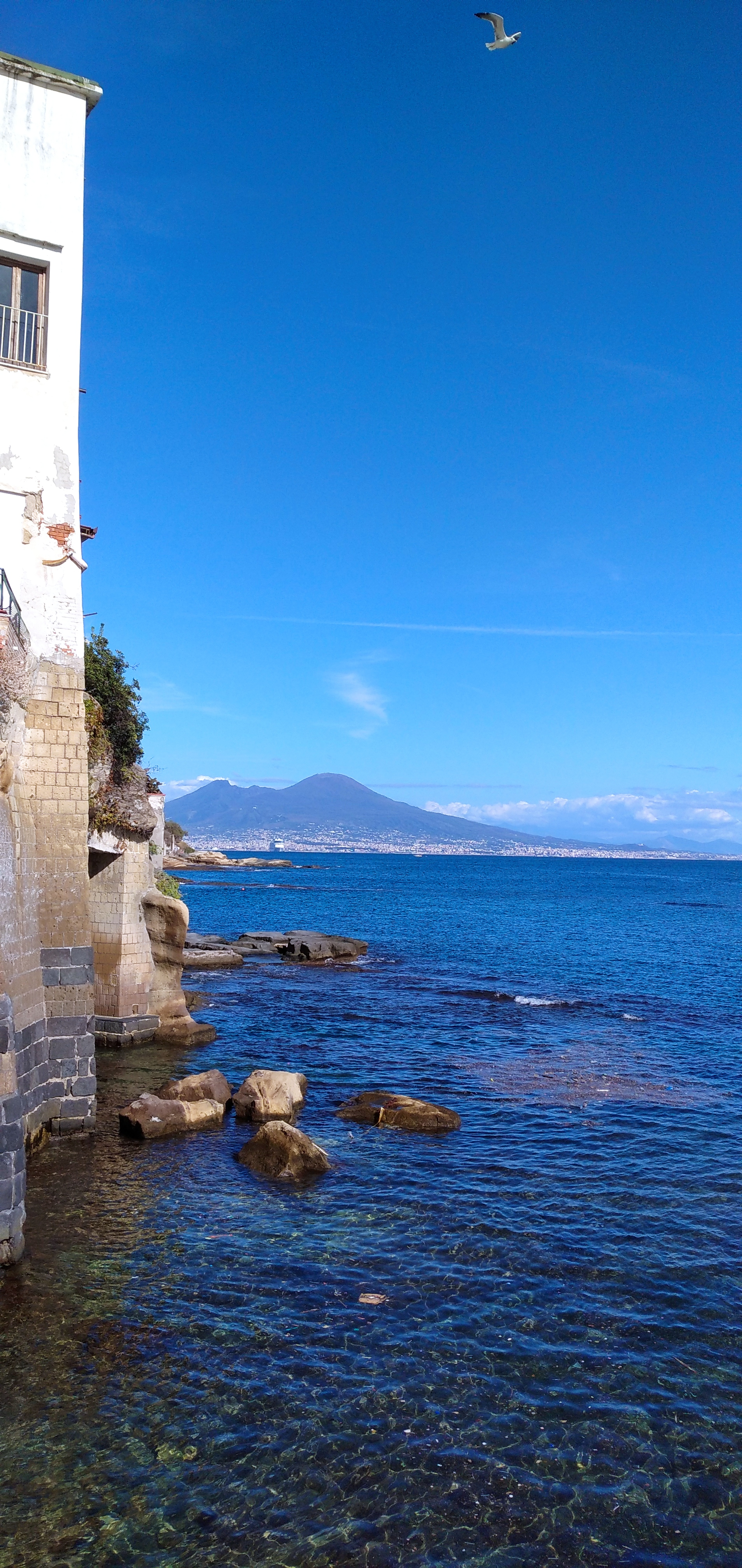
Veduta dalle scale della Fenestrella di Marechiaro
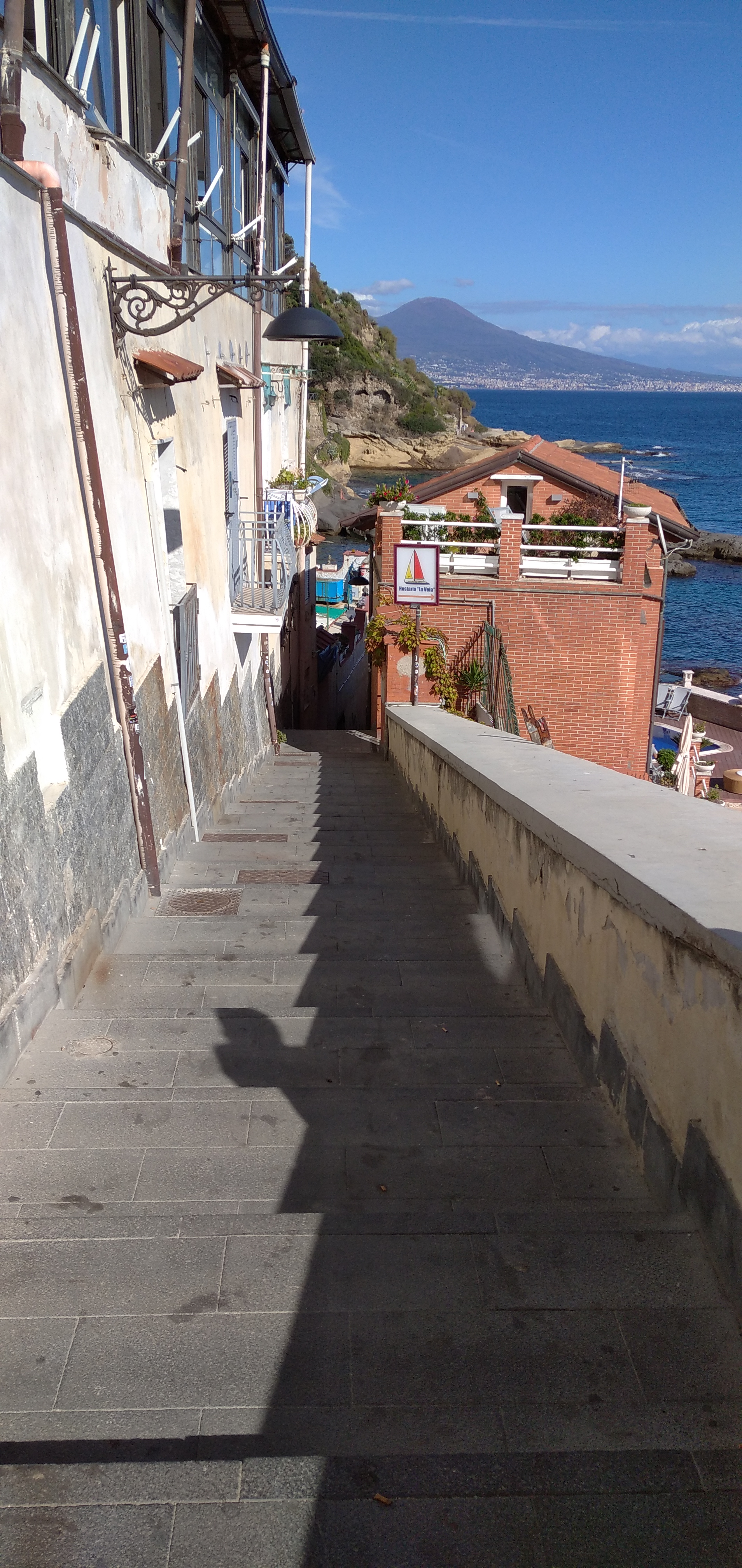
Una delle scalinate di Marechiaro
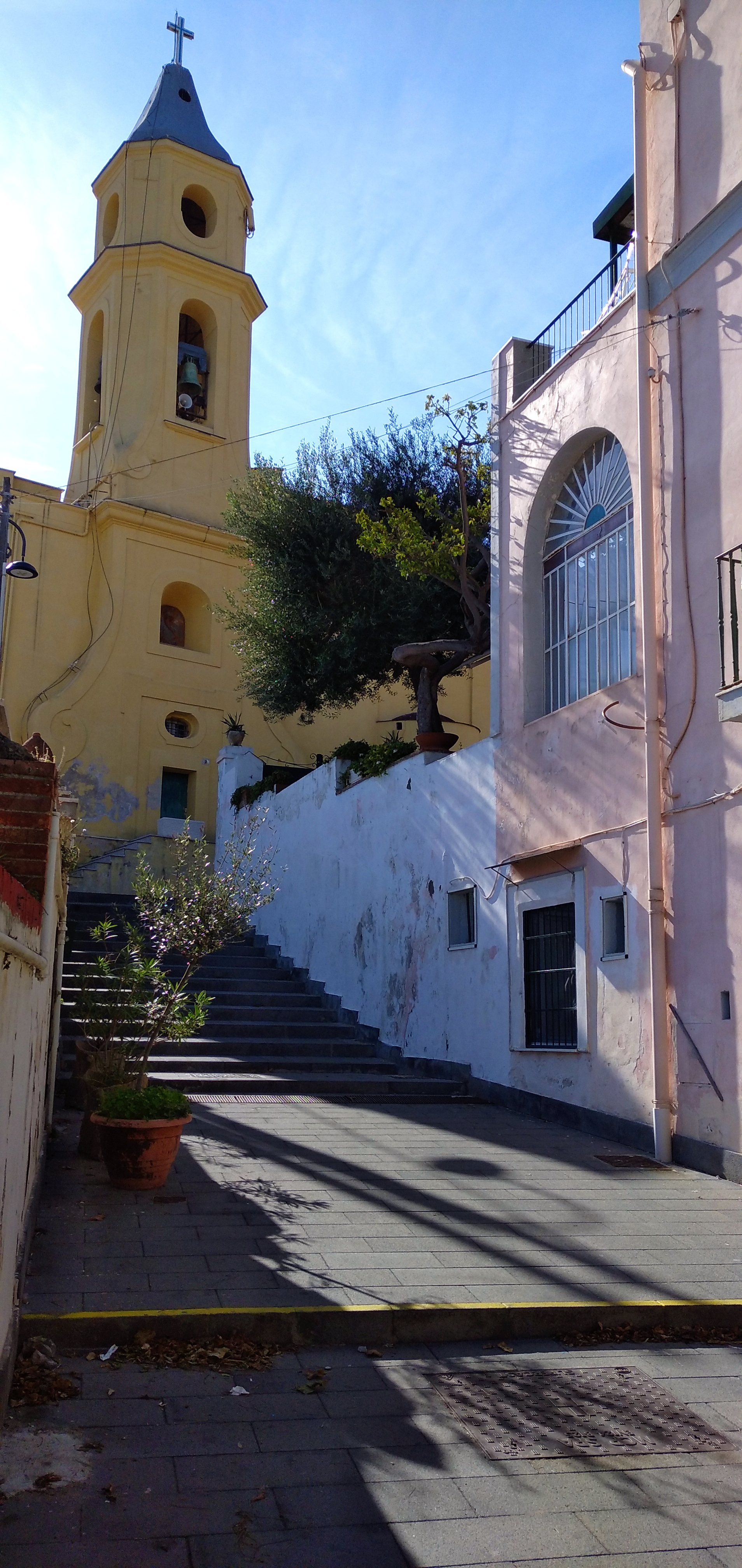
Visuale verso il campanile di Santa Maria del Faro